# Fisherman's Friends (pel·lícula)

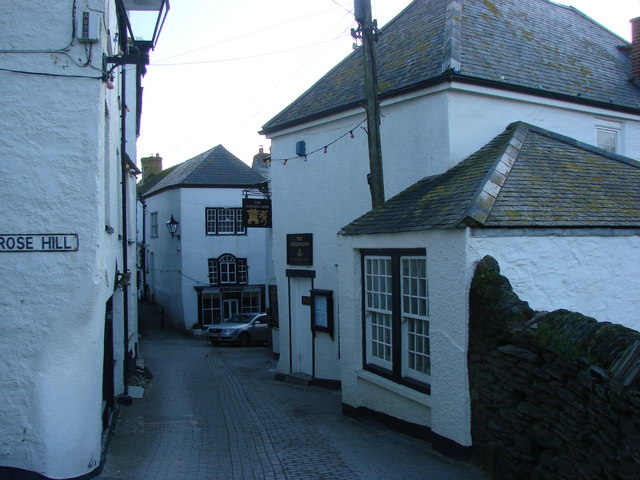
L'hostal Golden Lion va ser el pub fictici propietat d'en Rowan.

Fisherman's Friends és una pel·lícula de comèdia dramàtica britànica del 2019 dirigida per Chris Foggin a partir d'un guió de Nick Moorcroft, Meg Leonard i Piers Ashworth. S'ha doblat al català.
La pel·lícula es va inspirar en una història real sobre Fisherman's Friends, un grup de pescadors còrnics de Port Isaac que van signar un contracte amb Universal Records i que van aconseguir situar el seu àlbum debut de cants mariners entre els 10 més venuts.
La pel·lícula és protagonitzada per Daniel Mays, James Purefoy, David Hayman, Dave Johns, Sam Swainsbury, Tuppence Middleton, Noel Clarke, Christian Brassington, Maggie Steed i Jade Anouka.
El rodatge va començar el 30 d'abril de 2018 a Port Isaac i Londres durant cinc setmanes. Tots els membres de la banda apareixen en cameos a la pel·lícula i van treballar-hi com a assessors.
L'octubre de 2021 es va estrenar al Hall for Cornwall de Truro un musical anomenat Fisherman's Friends: The Musical, basat en la història real de la banda i la pel·lícula del 2019. Va ser escrit per Brad Birch i dirigit per James Grieve. El 19 d'agost de 2022 es va estrenar una seqüela, sota el títol de Fisherman's Friends: One and All.